# ストロフォイド

ストロフォイド

ストロフォイド（strophoid）は、ある曲線と2点について定義される曲線である。葉形線（ようけいせん）あるいは結繩形線、捩走線とも呼ばれる。

## 定義
曲線Cと点A（固定点）、点O（極）について、直線lと曲線Cの交点をKとする。線分AKの長さ分だけ、Kと離れたl上の2点の軌跡をストロフォイドという。Cが直線かつ点AがC上にあり点OがC上にないとき、特に斜ストロフォイド（oblique strophoid）という。更にOAがCの垂線であるとき、直角ストロフォイド（right strophoid）あるいは単にストロフォイドという。

## 特別な場合
直角ストロフォイドは、極座標の方程式では、
{\displaystyle r=-{\frac {a\cos 2\theta }{\cos \theta }},}
直交座標では、
{\displaystyle (x+a)x^{2}+(x-a)y^{2}=0}

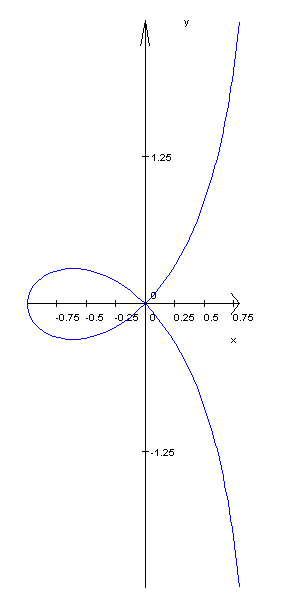
直角ストロフォイド

と表される。パラメータ表示では {\displaystyle \left({\frac {a(t^{2}-1)}{t^{2}+1}},{\frac {at(t^{2}-1)}{t^{2}+1}}\right)} と表される。
x軸に対して線対称である。原点Oで自らと交わる。原点Oと (-a, 0) でx軸と交わる。x=a を漸近線に持つ。ループ内の面積は {\displaystyle 2a^{2}-\pi a^{2}/2} である。